# Arcidiecéze Buenos Aires

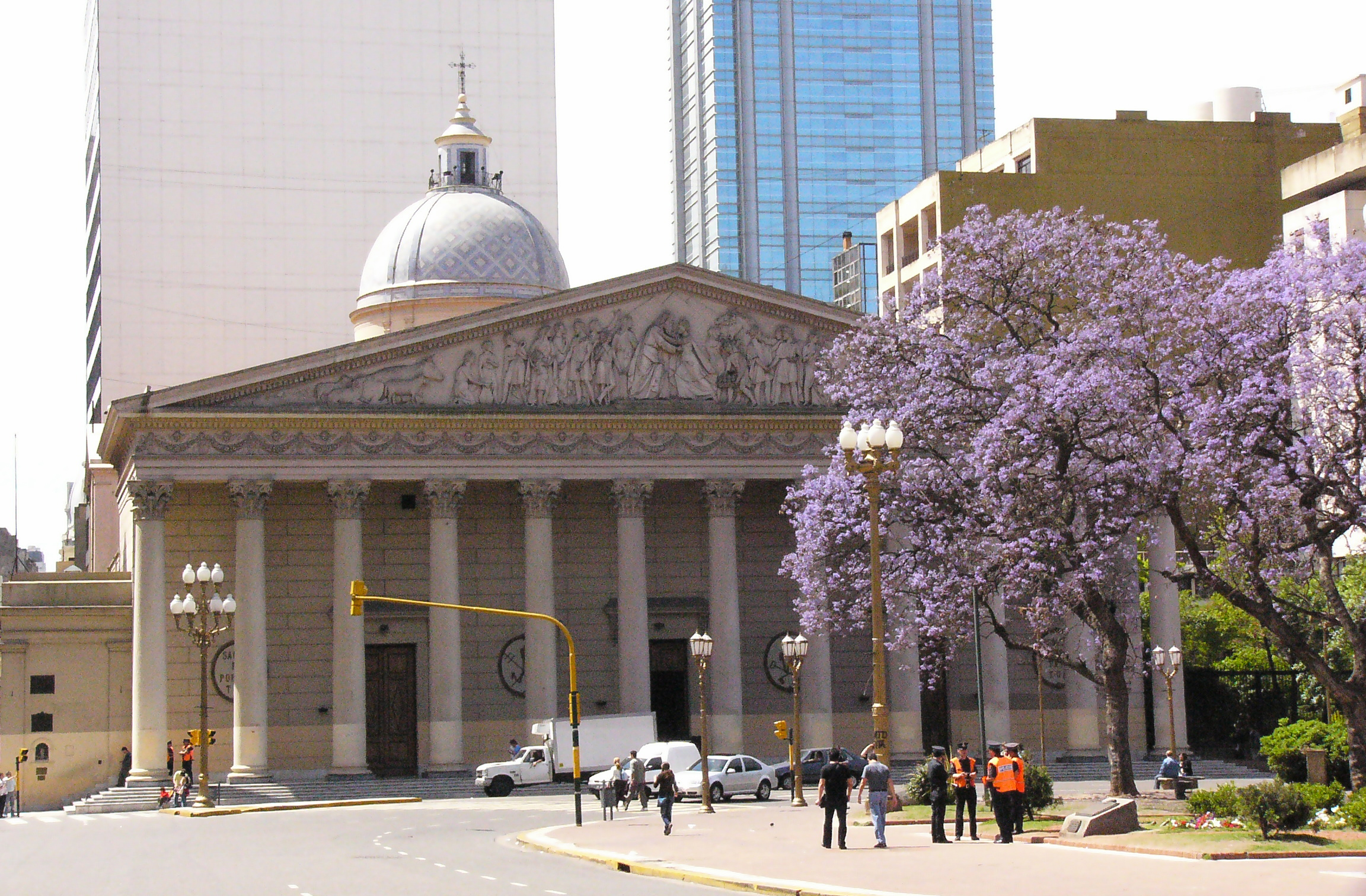
Metropolitní katedrála v Buenos Aires

Arcidiecéze Buenos Aires (latinsky Archidioecesis Bonaërensis, španělsky Arquidiócesis de Buenos Aires) je arcibiskupství římskokatolické církve se sídlem v Buenos Aires, hlavním městě Argentiny. Jeho katedrálním kostelem je metropolitní katedrála Nejsvětější Trojice v Buenos Aires. Diecéze byla založena papežem Pavlem V. dne 6. dubna 1620. Na arcidiecézi byla povýšena 5. března 1865. Papež Pius XI. udělil 29. ledna 1936 jejím arcibiskupům titul primas argentinský.